# Saison 2021-2022 du Sporting Union Agen Lot-et-Garonne
Cette page présente la saison 2021-2022 du Sporting Union Agen Lot-et-Garonne en Pro D2.

## Entraîneurs
- Sylvain Mirande : Entraîneur des trois-quarts
- David Ortiz : Entraîneur des Avants
- Jérôme Miquel : Intervenant jeu au pied

## La saison
Sans victoire depuis le 19 octobre 2019 et après 6 défaites en 6 matchs en Pro D2, Christophe Deylaud nouveau consultant du club relégué de Top 14 démissionne après le match perdu contre le RC Narbonne, nouveau promu de Nationale, en raison d'un désaccord sportif important. Appelé a statuer en urgence, le conseil d'administration suspend le manager sportif Régis Sonnes de ses fonctions. Les entrainements du groupe sont assurés, par intérim, par Sylvain Mirande et David Ortiz qui rencontre pour la 7e journée le RC Vannes qui pointe également avec 6 défaites en 6 matchs à la dernière place de Pro D2.
Bernard Goutta est nommé manager du club à partir du 1er janvier 2022.

## Effectif
| Nom                   | Poste     | Naissance         | Nationalité sportive | Sélections        | Dernier club                                 | Arrivée au club (année) |
| --------------------- | --------- | ----------------- | -------------------- | ----------------- | -------------------------------------------- | ----------------------- |
| Dave Ryan (en)        | Pilier    | 21 avril 1986     | Irlande              |                   | Ulster                                       | 2015                    |
| Alex Burin            | Pilier    | 14 décembre 1999  | France               |                   | Formé au club                                | 2018                    |
| Walter Desmaison      | Pilier    | 18 octobre 1991   | France               |                   | Stade montois                                | 2019                    |
| Malino Vanai          | Pilier    | 4 mai 1993        | France               |                   | US Montauban                                 | 2019                    |
| Tapu Falatea          | Pilier    | 12 décembre 1988  | France               |                   | Castres olympique                            | 2020                    |
| Florent Guion         | Pilier    | 25 avril 1993     | France               |                   | Rouen NR                                     | 2021                    |
| Charly Morlay         | Talonneur | 9 mai 1995        | France               |                   | Formé au club                                | 2014                    |
| Clément Martinez      | Talonneur | 14 mars 1996      | France               |                   | Biarritz olympique                           | 2019                    |
| Loris Zarantonello    | Talonneur | 17 novembre 2000  | France               |                   | US Montauban                                 | 2019                    |
| Jaba Bregvadze        | Talonneur | 23 avril 1987     | Géorgie              |                   | Sunwolves                                    | 2021                    |
| Thomas Geffré         | 2e ligne  | 24 décembre 1998  | France               |                   | Stade niortais rugby                         | 2018                    |
| Gauthier Maravat      | 2e ligne  | 11 juin 2000      | France               |                   | Formé au club                                | 2018                    |
| Victor Moreaux        | 2e ligne  | 19 septembre 1993 | France               |                   | Castres olympique                            | 2020                    |
| Corentin Vernet       | 2e ligne  | 27 septembre 1996 | France               |                   | RC Toulon                                    | 2020                    |
| Sacha Yahi            | 2e ligne  | 28 décembre 1999  | France               |                   | Formé au club                                | 2020                    |
| William Demotte       | 2e ligne  | 22 mai 1991       | France               |                   | FC Grenoble                                  | 2021                    |
| Toby Salmon           | 2e ligne  | 26 mars 1993      | Angleterre           |                   | Newcastle Falcons                            | 2021                    |
| Grigor Kerdikoshvili  | 2e ligne  | 15 novembre 1994  | Géorgie              |                   | Lelo Saracens Tbilissi                       | 2021                    |
| Jessy Jegerlehner     | 3e ligne  | 27 mai 1997       | France               |                   | Formé au club                                | 2015                    |
| Vincent Farré         | 3e ligne  | 6 juin 1990       | France               |                   | SC Albi                                      | 2017                    |
| Loïc Hocquet          | 3e ligne  | 19 janvier 1999   | France               |                   | Formé au club                                | 2018                    |
| Laurence Pearce       | 3e ligne  | 3 décembre 1990   | Angleterre           |                   | Stade montois                                | 2018                    |
| Camille Gérondeau     | 3e ligne  | 12 mars 1988      | France               |                   | Castres olympique                            | 2020                    |
| Samuel Nollet         | 3e ligne  | 2 août 2001       | France               |                   | Formé au club                                | 2020                    |
| Fotu Lokotui          | 3e ligne  | 19 mars 1992      | Tonga                |                   | Glasgow Warriors                             | 2021                    |
| Arnaud Duputs         | 3e ligne  | 26 juillet 1995   | France               |                   | Aviron bayonnais                             | 2021                    |
| Paul Graou            | Mêlée     | 25 juillet 1997   | France               |                   | US Montauban                                 | 2021                    |
| Théo Idjellidaine     | Mêlée     | 15 mars 2001      | France               |                   | Stade toulousain                             | 2021                    |
| Raphaël Lagarde       | Ouverture | 30 octobre 1988   | France               |                   | Racing 92                                    | 2019                    |
| Noel Reid             | Ouverture | 22 mai 1990       | Irlande              | Drapeau : Irlande | Leicester Tigers                             | 2020                    |
| Thomas Vincent        | Ouverture | 21 juillet 1999   | France               | -                 | Stade aurillacois                            | 2021                    |
| Aurélien Labau        | Centre    | 13 avril 1999     | France               |                   | Formé au club                                | 2020                    |
| Tyren Kroos           | Centre    | 14 février 2000   | Pays-Bas             |                   | Northwood School                             | 2019                    |
| Harry Sloan           | Centre    | 16 juin 1994      | Angleterre           |                   | Saracens                                     | 2021                    |
| Kolinio Ramoka        | Centre    | 24 juin 1994      | Fidji                |                   | Union Cognac Saint-Jean-d'Angély (Nationale) | 2021                    |
| Timilai Rokoduru      | Ailier    | 21 janvier 1993   | Fidji                |                   | Soyaux Angoulême XV                          | 2018                    |
| Valentin Saurs        | Ailier    | 12 février 1995   | France               |                   | Formé au club                                | 2015                    |
| Louis Gauban          | Ailier    | 19 juin 1998      | France               |                   | Villeneuve XIII                              | 2019                    |
| Tevita Railevu        | Ailier    | 5 mars 1997       | Fidji                |                   | Stade rochelais                              | 2020                    |
| Iban Etcheverry       | Ailier    | 23 octobre 1998   | France               |                   | Soyaux Angoulême XV                          | 2021                    |
| Mathieu Lamoulie      | Arrière   | 7 août 1990       | France               |                   | US Bressane                                  | 2010                    |
| Loris Tolot           | Arrière   | 3 mars 1991       | France               |                   | US Montauban                                 | 2017                    |
| Jean-Marcellin Buttin | Arrière   | 16 décembre 1991  | France               |                   | Lyon OU                                      | 2020                    |

## Calendrier et résultats

### Pro D2
| - Aviron bayonnais - SU Agen : 37 - 16 - SU Agen - AS Béziers : 9 - 12 - FC Grenoble - SU Agen : 17 - 13 - SU Agen - US bressane : 24 - 28 - Stade montois - SU Agen : 43 - 8 - SU Agen - RC Narbonne : 15 - 17 - RC Vannes - SU Agen : 46 - 3 - SU Agen - Stade aurillacois : 25 - 21 - US Carcassonne - SU Agen : 15 - 11 - SU Agen - US Montauban : 41 - 17 - Rouen NR - SU Agen : 27 - 23 - SU Agen - Oyonnax rugby : 14 - 19 - SU Agen - Colomiers rugby : 18 - 8 - USO Nevers - SU Agen : 41 - 8 - SU Agen - Provence rugby : 20 - 18 | - SU Agen - Aviron bayonnais : 16 - 16 - AS Béziers - SU Agen : 29 - 3 - SU Agen - FC Grenoble : 30 - 9 - US bressane - SU Agen : 37 - 32 - SU Agen - Stade montois : 27 - 30 - RC Narbonne - SU Agen : 24 - 26 - SU Agen - RC Vannes : 39 - 18 - Stade aurillacois - SU Agen : 23 - 22 - SU Agen - US Carcassonne : 22 - 19 - US Montauban - SU Agen : 21 - 15 - SU Agen - Rouen NR : 31 - 10 - Oyonnax rugby - SU Agen : 54 - 35 - Colomiers rugby - SU Agen : 21 - 16 - SU Agen - USO Nevers : 25 - 21 - Provence rugby - SU Agen : 26 - 17 |

### Classement Pro D2
| Rang | Club               | J  | V  | N | D  | Bo | Bd | Pm  | Pe  | Diff | Pts |
| ---- | ------------------ | -- | -- | - | -- | -- | -- | --- | --- | ---- | --- |
| 1    | Stade montois      | 30 | 23 | 0 | 7  | 12 | 2  | 860 | 525 | +335 | 106 |
| 2    | Aviron bayonnais R | 30 | 20 | 2 | 8  | 12 | 4  | 890 | 607 | +283 | 100 |
| 3    | Oyonnax Rugby      | 30 | 20 | 1 | 9  | 10 | 4  | 910 | 534 | +376 | 96  |
| 4    | USON Nevers        | 30 | 16 | 2 | 12 | 9  | 5  | 759 | 611 | +148 | 82  |
| 5    | US Carcassonne     | 30 | 17 | 1 | 12 | 4  | 6  | 694 | 621 | +73  | 80  |
| 6    | Colomiers Rugby    | 30 | 18 | 0 | 12 | 2  | 4  | 639 | 595 | +44  | 78  |
| 7    | Provence Rugby     | 30 | 17 | 1 | 12 | 1  | 5  | 671 | 684 | -13  | 76  |
| 8    | US Montauban       | 30 | 14 | 2 | 14 | 3  | 5  | 671 | 758 | -87  | 68  |
| 9    | AS Béziers         | 30 | 13 | 1 | 16 | 2  | 8  | 619 | 634 | -15  | 64  |
| 10   | Stade aurillacois  | 30 | 14 | 0 | 16 | 1  | 5  | 550 | 720 | -170 | 62  |
| 11   | RC Vannes          | 30 | 12 | 2 | 16 | 4  | 5  | 655 | 623 | +32  | 61  |
| 12   | FC Grenoble        | 30 | 11 | 3 | 16 | 3  | 7  | 619 | 653 | -34  | 60  |
| 13   | SU Agen R          | 30 | 10 | 1 | 19 | 1  | 13 | 604 | 725 | -121 | 56  |
| 14   | Rouen NR           | 30 | 10 | 1 | 19 | 1  | 6  | 606 | 823 | -217 | 49  |
| 15   | US bressane P      | 30 | 9  | 3 | 18 | 1  | 3  | 607 | 844 | -237 | 46  |
| 16   | RC Narbonne P      | 30 | 5  | 2 | 23 | 0  | 8  | 544 | 941 | -397 | 32  |

## Statistiques

### Championnat de France
Meilleurs réalisateurs
| Rang | Joueur | Poste | Points | Essais | Transf. | Pén. | Drops |
| ---- | ------ | ----- | ------ | ------ | ------- | ---- | ----- |
| 1    | -      | -     | -      | -      | -       | -    | -     |
| 2    | -      | -     | -      | -      | -       | -    | -     |
| 3    | -      | -     | -      | -      | -       | -    | -     |

Meilleurs marqueurs
| Rang | Joueur | Poste | Essais |
| ---- | ------ | ----- | ------ |
| 1    | -      | -     | -      |
| 2    | -      | -     | -      |
| 3    | -      | -     | -      |
| 4    | -      | -     | -      |
| 5    | -      | -     | -      |